# Hordószivacs
A hordószivacs (Xestospongia testudinaria) a szaruszivacsok (Demospongiae) osztályának a Haplosclerida rendjébe, ezen belül a Petrosiidae családjába tartozó faj.

## Előfordulása
A hordószivacs előfordulási területe az Indiai-óceán és a Csendes-óceán nyugati fele. A Vörös-tengertől délre Madagaszkárig fellelhető. Északon Ázsia déli partjai mentén, valamint délen a Seychelle-szigetek és egyéb szigetek mentén, egészen a Fülöp-szigetek keleti részéig és az Ausztráliát keleten határoló Nagy-korallzátonyig sokfelé megtalálható.

## Változata
- Xestospongia testudinaria var. fistulophora (Wilson, 1925) - a Fülöp-szigeteknél; szinonimája: Petrosia testudinaria var. fistulophora Wilson, 1925

## Megjelenése
A szivacs teste nagy és hordószerű, mint ahogy azt a neve is mutatja. Az állat 10-20 centiméter magas és 10-20 centiméter átmérőjű.

## Életmódja
A vízből szűri ki a táplálékául szolgáló szerves részecskéket.

## Képek

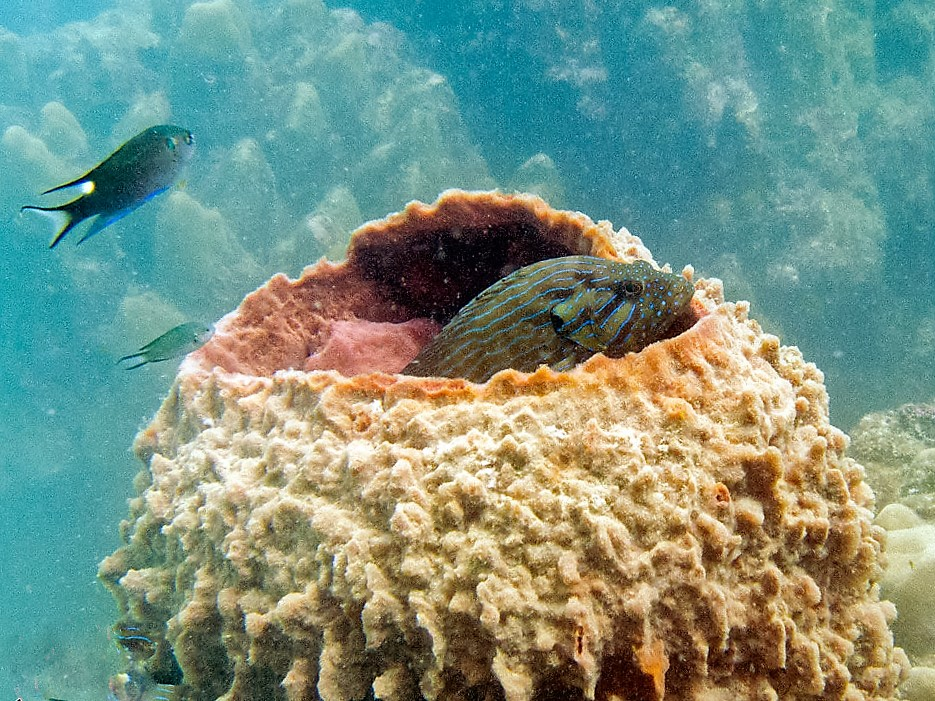
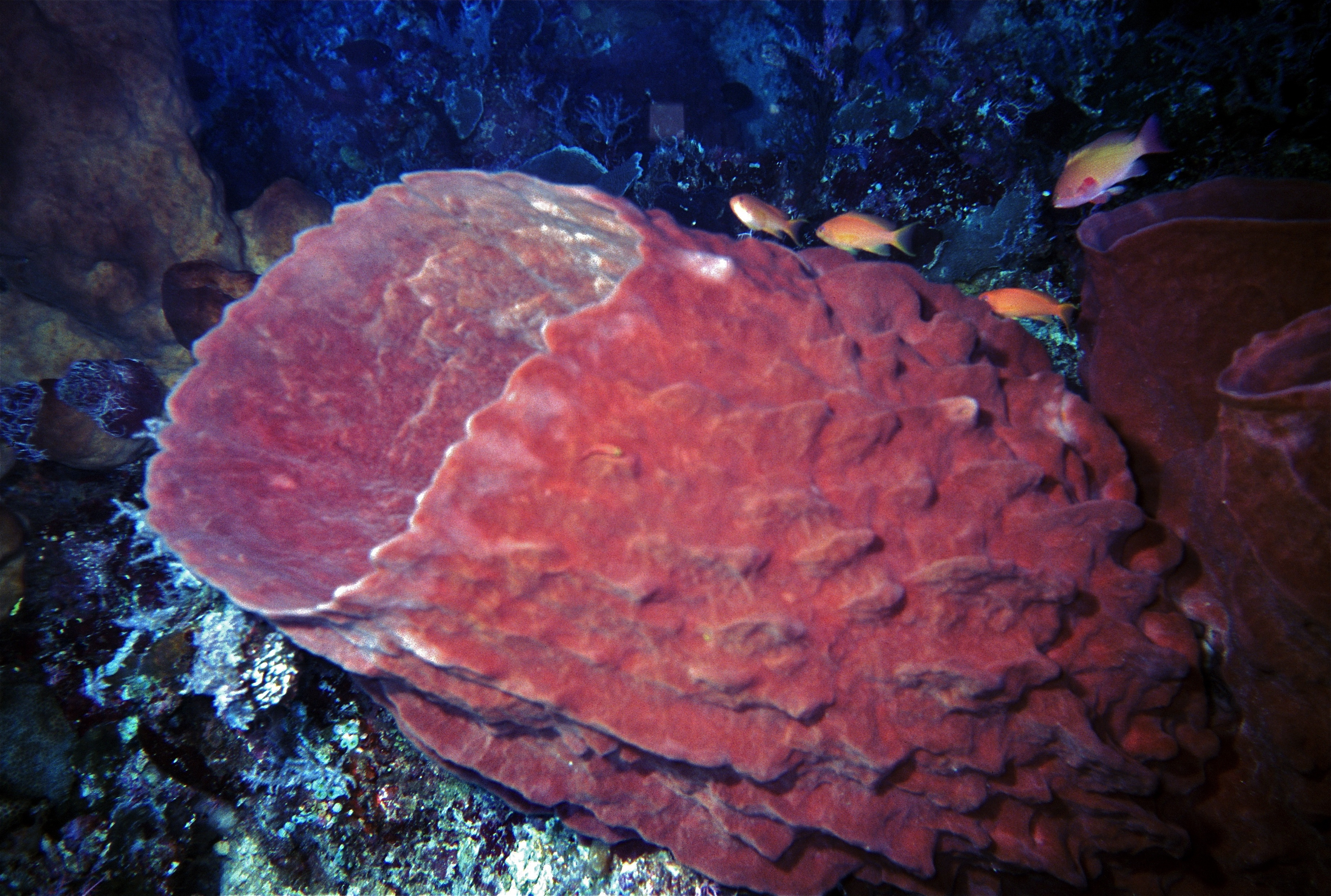
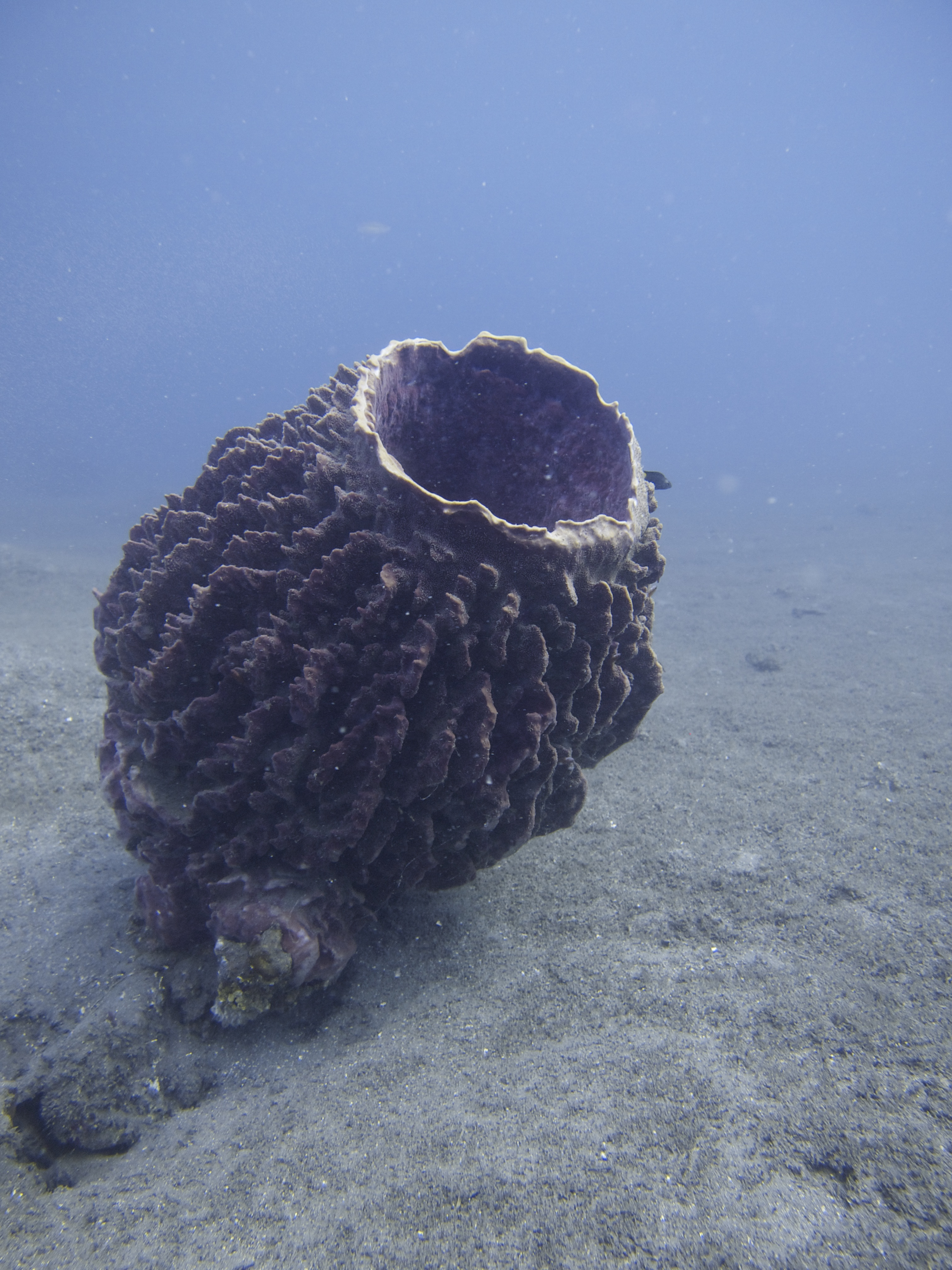
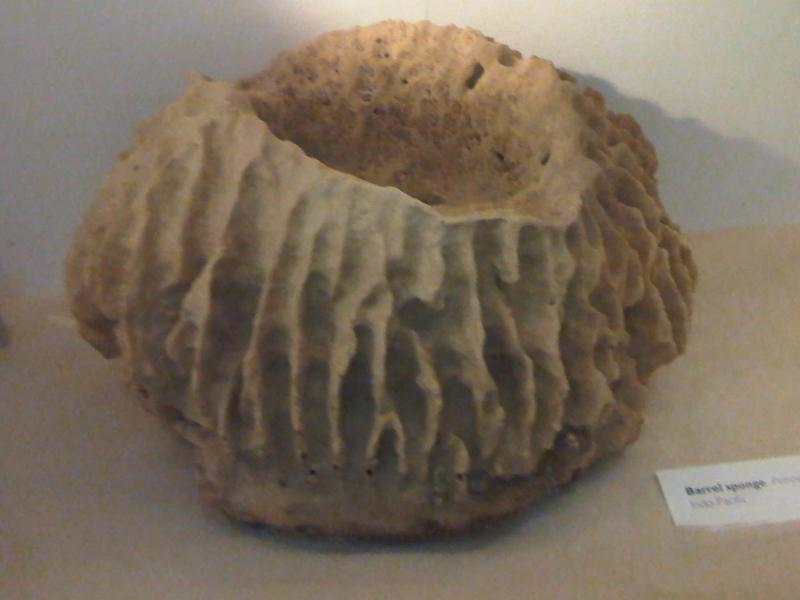
Az állat a londoni Természettudományi Múzeumban